# Wilfred White
Wilfred Harry White (ur. 30 marca 1904 w Bickerton, zm. 21 listopada 1995 na Wyspie Man) – brytyjski jeździec sportowy. Dwukrotny medalista olimpijski. 
Sukcesy odnosił w skokach przez przeszkody. Brał udział w dwóch igrzyskach (IO 52, IO 52), na obu zdobywał medale. W 1952 triumfował w drużynie (partnerowali mu Douglas Stewart i Harry Llewellyn) oraz był piąty w konkursie indywidualnym. Cztery lata później konkurencje jeździeckie były rozgrywane w Sztokholmie (główne zawody odbywały się w Melbourne, ale jeźdźcy – ze względu na problemy z kwarantanną zwierząt – rywalizowali w Szwecji), a Brytyjczycy zajęli trzecie miejsce, zaś indywidualnie był 4.–5. (ex aequo z Fritzem Thiedemannem).